# Lake Waipapa
Der Lake Waipapa ist ein zum Flusssystem des Waikato River gehörender Stausee auf der Nordinsel von Neuseeland.

## Namensherkunft
Der Name „Waipapa“ setzt sich in der Sprache der Māori aus den Wörtern „wai“ für „Wasser“ und „papa“ für „flacher Fels“ zusammen und bedeutet möglicherweise den „Strom über die Ebene“ oder „Strom über den flachen Felsen“.

## Geographie
Der 1,6 km² große Lake Waipapa befindet sich rund 38 km nordnordwestlich des Lake Taupō und rund 16 km südwestlich der Stadt Tokoroa, flankiert von einer bis zu 325 m hohen Hügellandschaft. Der See, der sich im Tal des ehemaligen Flussbetts des Waikato River ausdehnt, besitzt eine Länge von rund 8 km und variiert seine Breite zwischen 90 und 420 m. Die Höhe des Sees variiert je nach Wasserspiegel zwischen 124,27 m und 128,89 m, bei einer maximalen Seetiefe von 22 m. Sein unmittelbares Wassereinzugsgebiet beträgt 254 km².
Zu erreichen ist der Stausee über die Waipapa Road, die am Lake Maraetai vom New Zealand State Highway 30 aus nach Nordwesten abzweigt und den Stausee an seinem unteren Ende westlich bis zur Staumauer begleitet.
Administrativ zählt der See zur Region Waikato.
Dem Lake Waipapa folgen nacheinander die Stauseen Lake Arapuni und Lake Karapiro, die Stauseen Lake Maraetai, Lake Whakamaru, Lake Ātiamuri, Lake Ohakuri und Lake Aratiatia gehen ihm voraus.

## Geschichte
Der Stausee sowie das zugehörige Wasserkraftwerk wurde 1961 in Betrieb genommen und wurde für eine Nennleistung von 51 MW ausgelegt. Der Betreiber des Wasserkraftwerks ist Stand 2020 die mehrheitlich im Staatsbesitz befindliche Firma Mercury NZ Limited.